# Champagnegaloppen

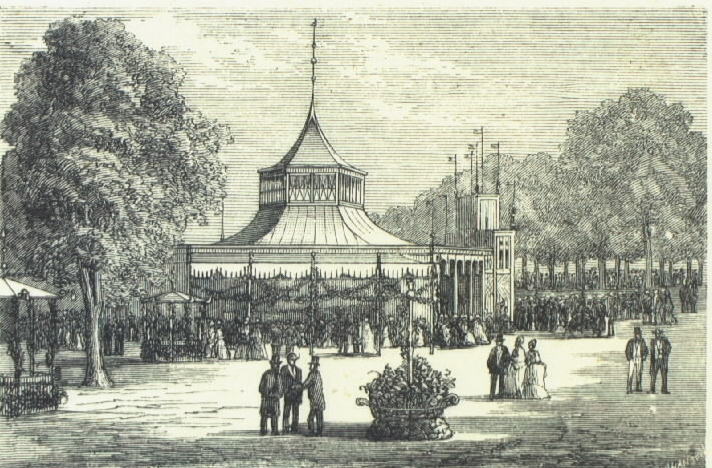
Koncertsalen på Tivoli, 1876.

Champagnegaloppen är ett musikstycke för orkester komponerat av Hans Christian Lumbye. Det börjar med en fanfar och ett "plopp" från en champagnekork.
Lumbye var kapellmästare på Tivoli i Köpenhamn när han komponerade galoppen till nöjesparkens 2-årsdag den 15 augusti 1845. Uruppförandet skedde dock först 22 augusti på grund av dåligt väder. 
Stycket är 2 minuter och 23 sekunder långt och blev så känt att det spelades utan noter fram till på 1970-talet. Det har spelats in mer än 20 gånger och ingick i Wienerfilharmonikernas nyårskonsert 2015.
Champagnegaloppen och två andra galopper ingår i Danmarks kulturkanon.